# Wilhelm Peterle
Wilhelm Peterle (* 27. Juni 1893 in Ried im Innkreis; † 29. Dezember 1959 in Wien) war ein österreichischer Architekt.

## Leben
Der in Oberösterreich geborene Peterle studierte zunächst an der Technischen Hochschule Graz, wechselte aber 1913 an die Technische Hochschule Wien. Nach Ableistung seines Kriegsdienstes schloss er 1921 das Studium ab. Während seines Studiums hat Peterle ein Praktikum im Atelier von Leopold Simony absolviert. 1921 trat er eine Stelle im Wiener Stadtbauamt an und war in der Zwischenkriegszeit für die Planung und Durchführung von zahlreichen Gemeindewohnanlagen verantwortlich. Wilhelm Peterle wurde zum Baurat ernannt. Er wurde am Döblinger Friedhof bestattet.

## Bedeutung
Wilhelm Peterle war ein typischer Vertreter des kommunalen Wohnbaus im Roten Wien der Zwischenkriegszeit. Im Gegensatz zu den meisten seiner Kollegen stand er dem Gedanken der Gartenstadt nahe und führte mehrere Projekte dieser Art durch. Anstatt Reihenhäusern schuf er aber villenartige Bauten für mehrere Familien mit kleinen Vorgärten, die unterschiedlich ausgestaltet waren. Die dazugehörigen Pavillons und Pergolen unterstrichen den heimeligen, fast biedermeierlich zu nennenden Charakter solcher Wohnsiedlungen. Peterle nahm auch stets verstärkt auf die Umgebung der Bauprojekte Rücksicht und bezog diese in seine Planungen mit ein.

## Werke

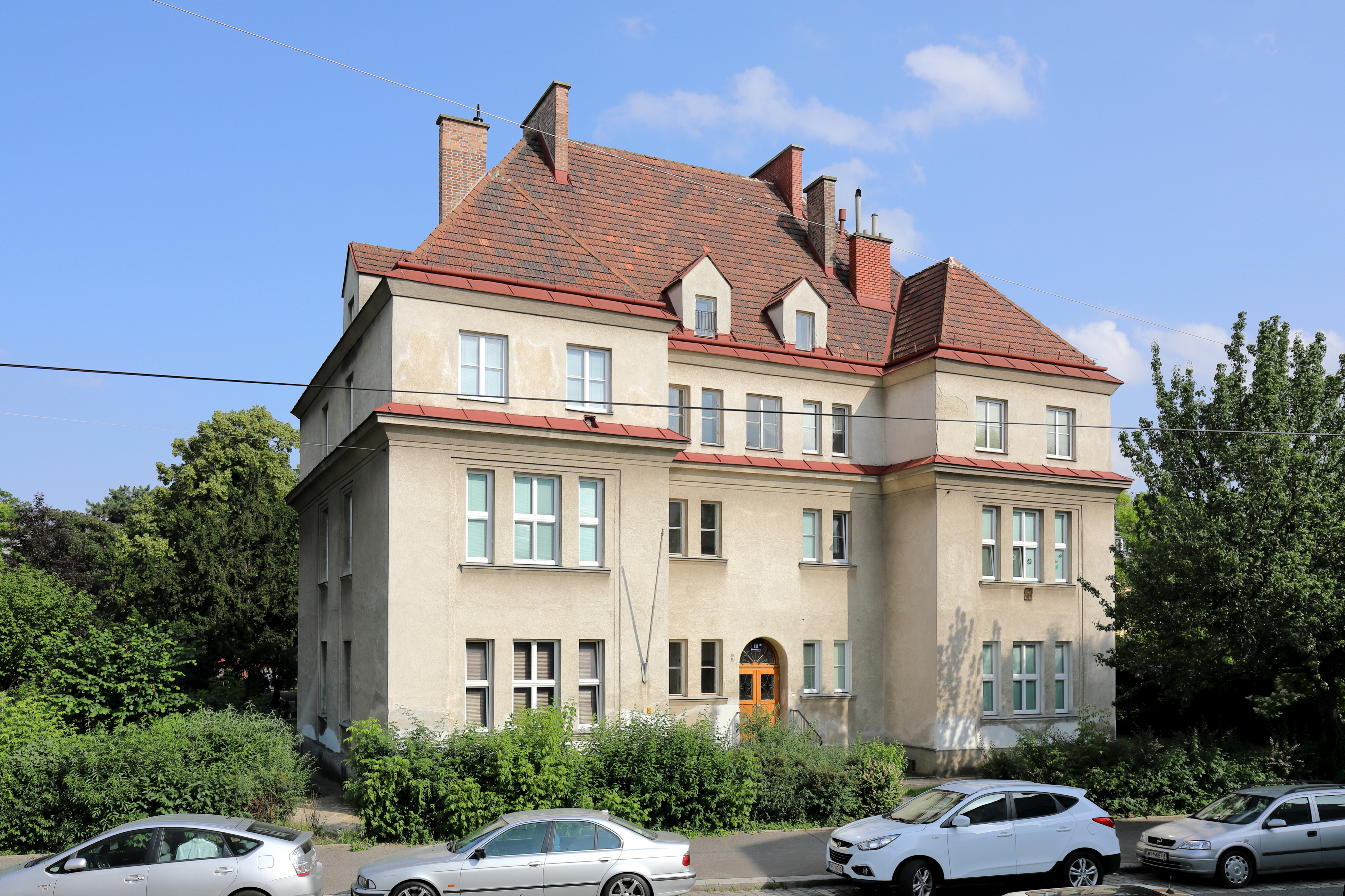
Ehemaliges Bezirksjugendamt im 21. Bezirk; mit Friedrich Jäckel
(1923–1924)

- Siedlungen Müllnermais und Neues Leben, Wien 22 (1922–1927) gemeinsam mit Wilhelm Baumgarten
- Ehemaliges Bezirksjugendamt, Gerichtsgasse 10, Wien 21 (1923–1924) gemeinsam mit Friedrich Jäckel
- Wohnhausanlage Leidesdorfgasse 1, Wien 19 (1924–1925)
- Dienstwohnhäuser Simmeringer Hauptstraße 240, Wien 11 (1925)
- 3. Tor beim Wiener Zentralfriedhof (1925)
- Wohnhausanlage Janecekhof, Wien 20 (1925–1926)
- Wohnhausanlage Faberhof, Wien 8 (1927–1928)
- Wohnhausanlage Hüttelbergstraße 7, Wien 14 (1927)
- Wohnhausanlage Am Tivoli, Wien 12 (1927–1930)
- Wohnhausanlage D'Orsay-Gasse 6, Wien 9 (1930)
- Wohnhausanlage Schelleingasse 18–20, Wien 4 (1932)
- Wohnhausanlage Erndtgasse 34–36, Wien 18 (1933–1934)
- Wohnhausanlage Eslarngasse 1, Wien 3 (1935–1937)